# Gallus (Francfort-sur-le-Main)

Le quartier (en rouge) au sein de l'arrondissement (en gris foncé) et de la ville (en gris clair)

Francfort-Gallus (en allemand : Frankfurt-Gallus) est un quartier de Francfort-sur-le-Main.